# Голоси Місяця (фільм)
Голоси Місяця (італ. La voce della Luna) — останній фільм Федеріко Фелліні, знятий за мотивами повісті Ермано Кавацоні «Поема про Сновид» у 1990 році.

## Сюжет
У фільмі розповідається історія сновиди на ім'я Іво Сальвіні (Роберто Беніньї), що постійно подорожує вночі прислухаючись до голосів місяця. Він намагається звабити білявку Альдіну, чий образ нагадує йому місяць; натомість вона не має жодного бажання бути з ним. Згодом він знайомиться з колишнім префектом Ґонеллою (Паоло Вілладжо), котрому усюди маряться демони. Разом з ним вони починають вести розслідування, бувши одержимими різними нав'язливими ідеями.
Згодом Сальвіні з Ґонеллою потрапляють на фестиваль «Місс Мука 89», де Іво бачить свою Аделіну, що танцює з іншим. Він викидає тарілку з равіолі на голову тому панові і згодом тікає у поле разом з Ґонеллою. Потім Ґонелла потрапляє на імпровізовану дискотеку, де звучить музика Майкла Джексона. Ґонелла починає танцювати вальс і усі мовчки дивляться на нього. Згодом вальс обривається музикою Майкла Джексона. В той самий час Іво приміряє туфлю, що її колись загубила Аделіна, дівчатам тієї дискотеки і виходить що ця туфля усім підходить.
Кінець фільму є своєрідним заповітом Фелліні. Іво підходить до тієї ж криниці що й спочатку фільму і робить висновок, що якщо слухати голос місяця, щось у цьому світі можна зрозуміти.

## Критика
Цей фільм залишився незрозумілим для більшості кінокритиків. Один із американських кінокритиків Каннського кінофестивалю заявив, що цей фільм є найнудотнішим серед усіх, що йому доводилося бачити за своє життя .
Тим не менше провідні італійські кінокритики Альберто Моравіа, Туліо Кезіх та Альдо Тассоне позитивно оцінили роботу Фелліні .